# Dream Demon Analyzer
Dream Demon Analyzer é o sexto álbum de estúdio da banda japonesa Dead End, lançado em 7 de março de 2012 pela gravadora Motorod (Avex Trax). Foi lançado em duas edições: a regular com apenas o CD de onze faixas e a limitada com um DVD bônus.

## Produção
A capa do álbum foi desenhada por Masakane Yonekura.

## Recepção
Alcançou a vigésima terceira posição nas paradas da Oricon Albums Chart e a décima sétima posição na Billboard Japan Top Albums.

## Faixas
| N.º            | Título                                                  | Duração |  |
| 1.             | "Suishoujuu <Crystal Beast>" (水晶獣 ＜Crystal Beast＞) | 4:41    |  |
| 2.             | "Conception"                                            | 4:48    |  |
| 3.             | "SSS"                                                   | 4:17    |  |
| 4.             | "Calamity"                                              | 6:04    |  |
| 5.             | "Seiren"                                                | 4:17    |  |
| 6.             | "Angel"                                                 | 5:02    |  |
| 7.             | "Kyomu wo Koete" (虚無を超えて)                         | 5:22    |  |
| 8.             | "Yume Oni Uta" (夢鬼歌)                                 | 5:35    |  |
| 9.             | "Final Feast"                                           | 5:34    |  |
| 10.            | "No Man's Dream"                                        | 6:12    |  |
| 11.            | "Deep -Ryuusei Hakusho-" (Deep -流星白書-)              | 3:17    |  |
| Duração total: | Duração total:                                          | 55:00   |  |

| DVD de edição limitada |                                     |         |  |
| N.º                    | Título                              | Duração |  |
| 1.                     | "Conception" (Videoclipe)           |         |  |
| 2.                     | "Final Feast" (Videoclipe)          |         |  |
| 3.                     | "Yume Oni Uta" (Videoclipe)         |         |  |
| 4.                     | "Conception" (Ao vivo)              |         |  |
| 5.                     | "Final Feast" (Ao vivo)             |         |  |
| 6.                     | "Yume Oni Uta" (Ao vivo)            |         |  |
| 7.                     | "Devil Sleep" (Ao vivo)             |         |  |
| 8.                     | "Sacrifice of the Vision" (Ao vivo) |         |  |

## Ficha técnica
- Morrie - vocal
- You - guitarra
- Crazy Cool Joe - baixo